# Sheridan Smith
Sheridan Smith (Epworth, 25 giugno 1981) è un'attrice, cantante e ballerina britannica.

## Biografia
Per le sue interpretazioni teatrali sia di prosa che di musical ha vinto due Laurence Olivier Award: come miglior attrice protagonista in un musical nel 2010 e come miglior attrice non protagonista nel 2012. Nel 2013 ha vinto il British Academy Television Awards alla miglior attrice.

## Filmografia parziale

### Cinema
- Hysteria, regia di Tanya Wexler (2011)
- Quartet, regia di Dustin Hoffman (2012)
- Il cacciatore e la regina di ghiaccio (The Huntsman: Winter's War), regia di Cedric Nicolas-Troyan (2016)

### Televisione
- Birra e patatine (Two Pints of Lager and a Packet of Crisps) - serie TV, 73 episodi (2001-2009)
- The Widower - miniserie TV, 3 episodi (2014)
- Cilla - serie TV (2014)
- Inside No. 9 - serie TV, 1 episodio (2015)
- Galavant - serie TV, 1 episodio (2016)
- Four Lives - serie TV (2022)

### Doppiaggio
- Rex - Un cucciolo a palazzo (The Queen's Corgi), regia di Ben Stassen e Vincent Kesteloot (2019)

## Teatro
- Bugsy Malone, libretto di Paul Williams, colonna sonora di Mickey Dolenz, regia di John Pearson. Queen's Theatre di Londra (1997)
- Into the Woods, libretto di James Lapine, colonna sonora di Stephen Sondheim, regia di John Crowley. Donmar Warehouse di Londra (1998)
- Little Shop of Horrors, libretto di Howard Ashman, colonna sonora di Alan Menken. Menier Chocolate Factory (2006), Duke of York's Theatre e Ambassadors Theatre di Londra (2007)
- Tinderbox di Lucy Kirkwood, regia di Josie Rourke. Bush Theatre di Londra (2009)
- Legally Blonde, libretto di Heather Hach, colonna sonora di Laurence O'Keefe e Nell Benjamin. Savoy Theatre di Londra (2009)
- Flare Path di Terence Rattigan, regia di Trevor Nunn. Haymarket Theatre di Londra (2011)
- Hedda Gabler di Henrik Ibsen, regia di Anna Mackmin. Old Vic di Londra (2012)
- Sogno di una notte di mezza estate di William Shakespeare, regia di Michael Grandage. Noël Coward Theatre di Londra (2013)
- Funny Girl, libretto di Isobel Lennart, testi di Bob Merrill, colonna sonora di Jule Styne, regia di Michael Mayer. Menier Chocolate Factory di Londra (2015), Savoy Theatre di Londra (2016)
- Funny Girl, libretto di Isobel Lennart, testi di Bob Merrill, colonna sonora di Jule Styne, regia di Michael Mayer. Tournée britannica (2017)

- Joseph and the Amazing Technicolor Dreamcoat, libretto di Tim Rice, colonna sonora di Andrew Lloyd Webber, regia di Laurence Connor. London Palladium di Londra (2019)
- Shirley Valentine di Willy Russell, regia di Matthew Dunster. Duke of York's Theatre di Londra (2023)
- Opening Night, libretto e regia di Ivo van Hove, colonna sonora di Rufus Wainwright. Gielgud Theatre di Londra (2024)

## Discografia
Album in studio
- 2017 - Sheridan
- 2018 - A Northern Soul

## Doppiatrici italiane
- Domitilla D'Amico in Hysteria, Quarter, 7:39, Il cacciatore e la regina di ghiaccio

Da doppiatrice è sostituita da:
- Barbara De Bortoli in Rex - Un cucciolo a palazzo